# Cobar
Cobar (4 128 habitants) est une ville de la Nouvelle-Galles du Sud, en Australie à 711 km au nord-ouest de Sydney à l'intersection de la Kidman Way et de la Barrier Highway.
Le nom de la ville est d'origine aborigène.

## Histoire minière
La ville était connue dans le Bassin de Cobar pour s'être construite autour d'une première mine de cuivre mais dont l'exploitation avait cessé en 1920.
En 1980, après que l'on ait localement découvert ou redécouvert des ressources en or, argent, plomb et zinc, l'exploitation minière a repris, avec aujourd'hui trois mines à ciel ouvert (qui peuvent être visitées),
Une concession a minière dite Mine de Cobar a été acquise en 1999 par la multinationale d'origine suisse Glencore, notamment spécialisée dans le négoce des métaux via l'une de ses filiales. Le minerai de Glencore exploité en galeries souterraines par près de 350 personnes, est expédié par le port de Newcastle vers l'Asie selon Glencore.
En 2011, alors que la mine de Cobar, propriété exclusive de Glencore produisait environ 180 000 tonnes de concentré de cuivre grâce à 260 employés, avec une durée de vie supposée de 5 ans sur les réserves connues et de 11 ans selon les ressources potentielles, Glencore a annoncé investir $US129 millions pour l'expansion de l'activité de cette mine afin de porter sa production à 90000 t/an de concentré de cuivre (copper concentrate, à 30 % de cuivre selon une estimation diffusée par le journal Wall Steet). La mine de Cobar est à cette occasion entrée dans deux joint-ventures visant à explorer le sous-sol de la région. En Australie, le Géant suisse possède déjà directement 40 % de la mine de nickel latéritique Murrin Murrin dans l'ouest du pays et détient 70,5 % de Minara Resources qui possède les autres 60 % de Murrin Murrin. L'Australie fait partie des zones considérées comme intéressantes par Glencore, tout comme la CEI, l'Amérique du Sud, et la "Copperbelt" africaine).
En 2012, Glencore a confirmé une participation (6,5 %) au capital de YTC Resources Ltd, pour s'inscrire dans le projet Hera-Nymagee visant l'exploitation deux gisements situés à Hera (Or et argent, ainsi que plomb et zinc) et à Nymagee (depuis longtemps connue pour ses ressources en cuivre, et sa (petite) population immigrante chinoise, où l'on a récemment trouvé des indices d'un autre gisement métallifère, qui pourrait contenir selon une estimation publiée en dec. 2011 96 000 t de cuivre, 27.000 t de plomb, 53000t de zinc et 2.2MOz d'argent, jusqu'à 2 km de profondeur dans un ensemble géologique incluant la mine de Cobar. Le coût de développement initial du projet a été estimé à 73,5 millions de dollars. Dans la région sont aussi présentes la mine de zinc de Toho Zinc ( Endeavour mine) et les "Canadian miner NewGold's Peak mines". Yunnan Tin, leader mondial de l'étain, est estimé détenir 20 % de YTC et un autre investisseur chinois (Wonderful Investments) en détient 9 %.
Cette nouvelle exploitation pourrait être source d'une importante dégradation de l'environnement, notamment due à la toxicité du plomb (facteur de saturnisme).

## Galerie

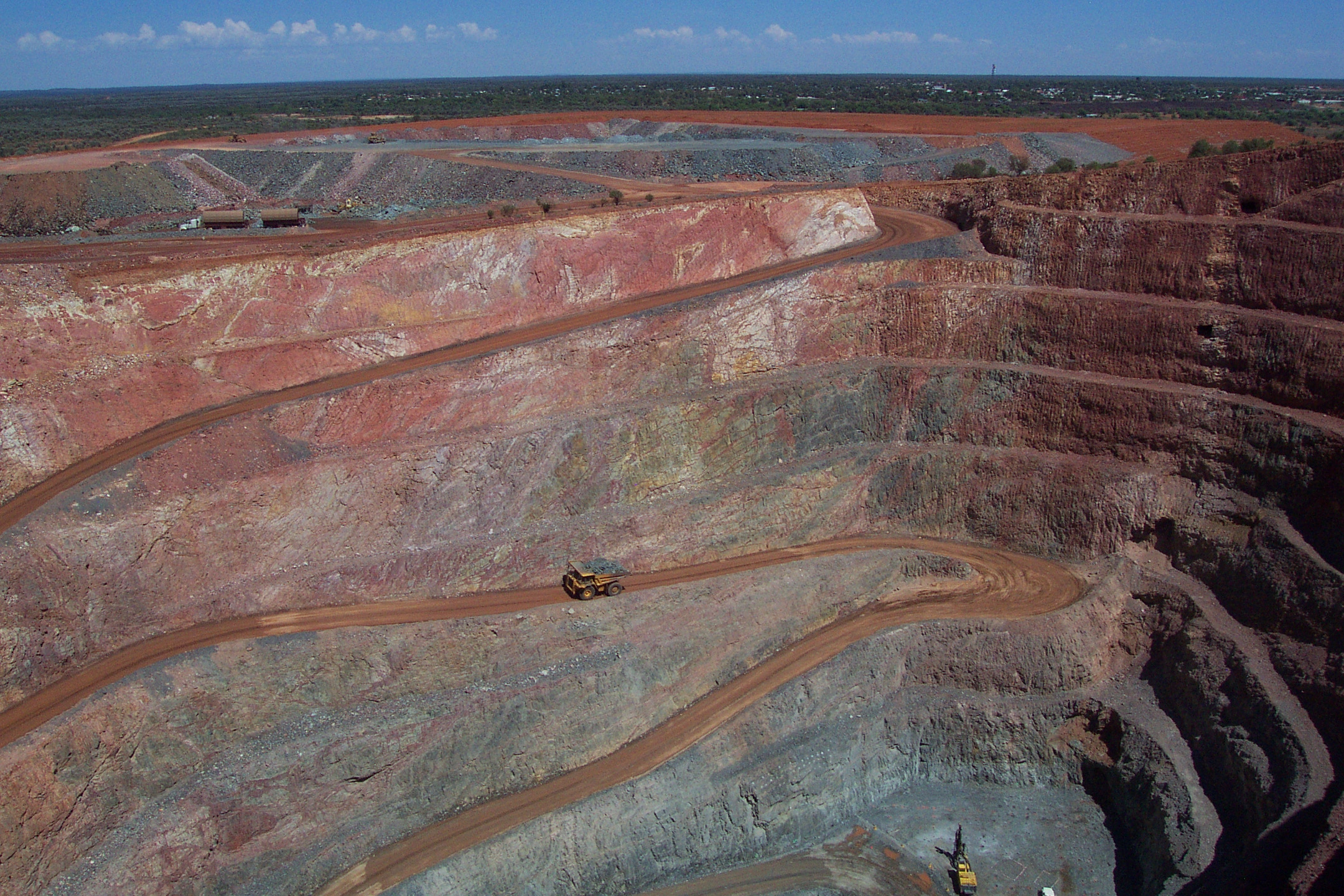
La mine de Cobar.
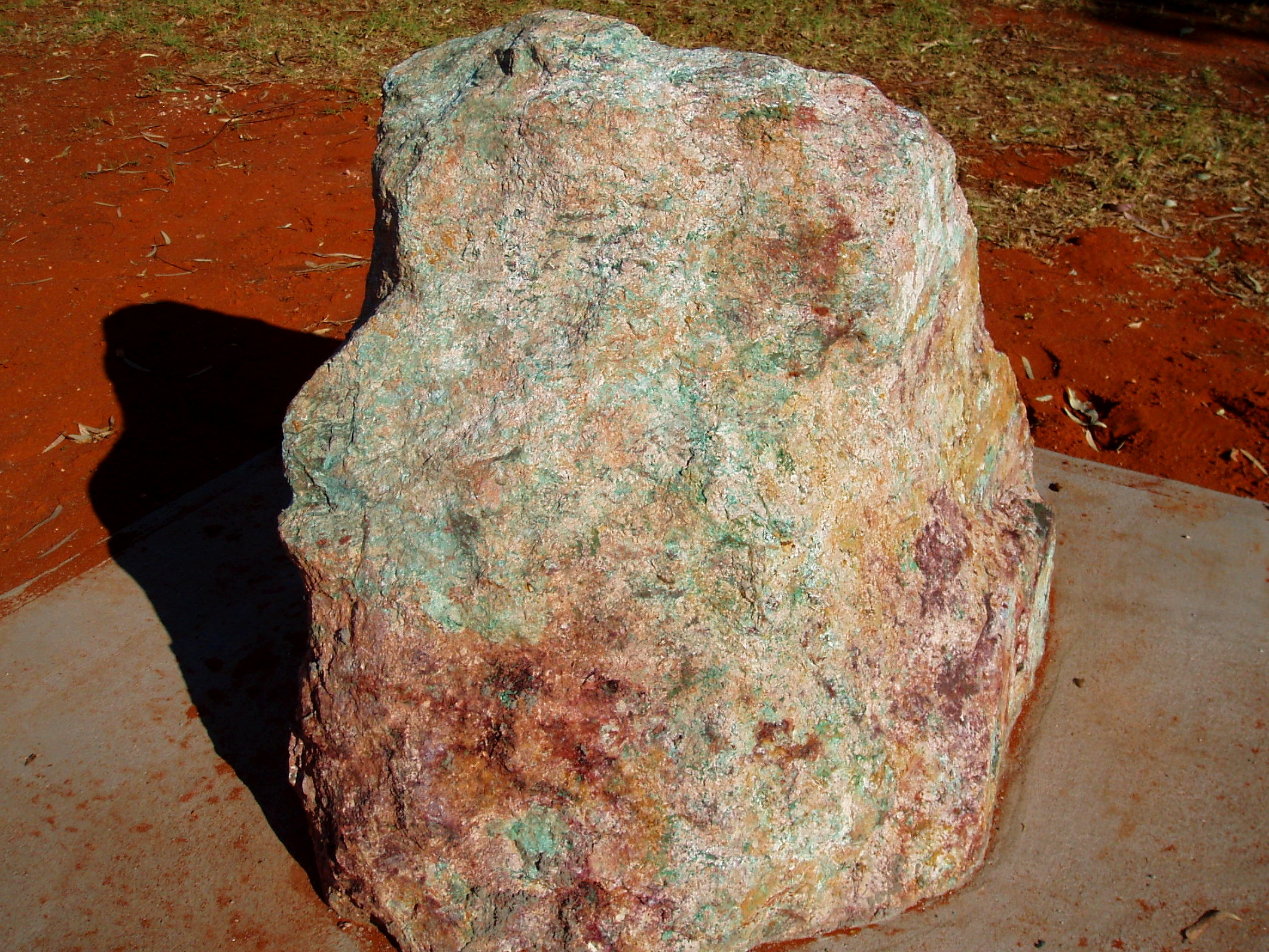
Pierre contenant du minerai de cuivre.
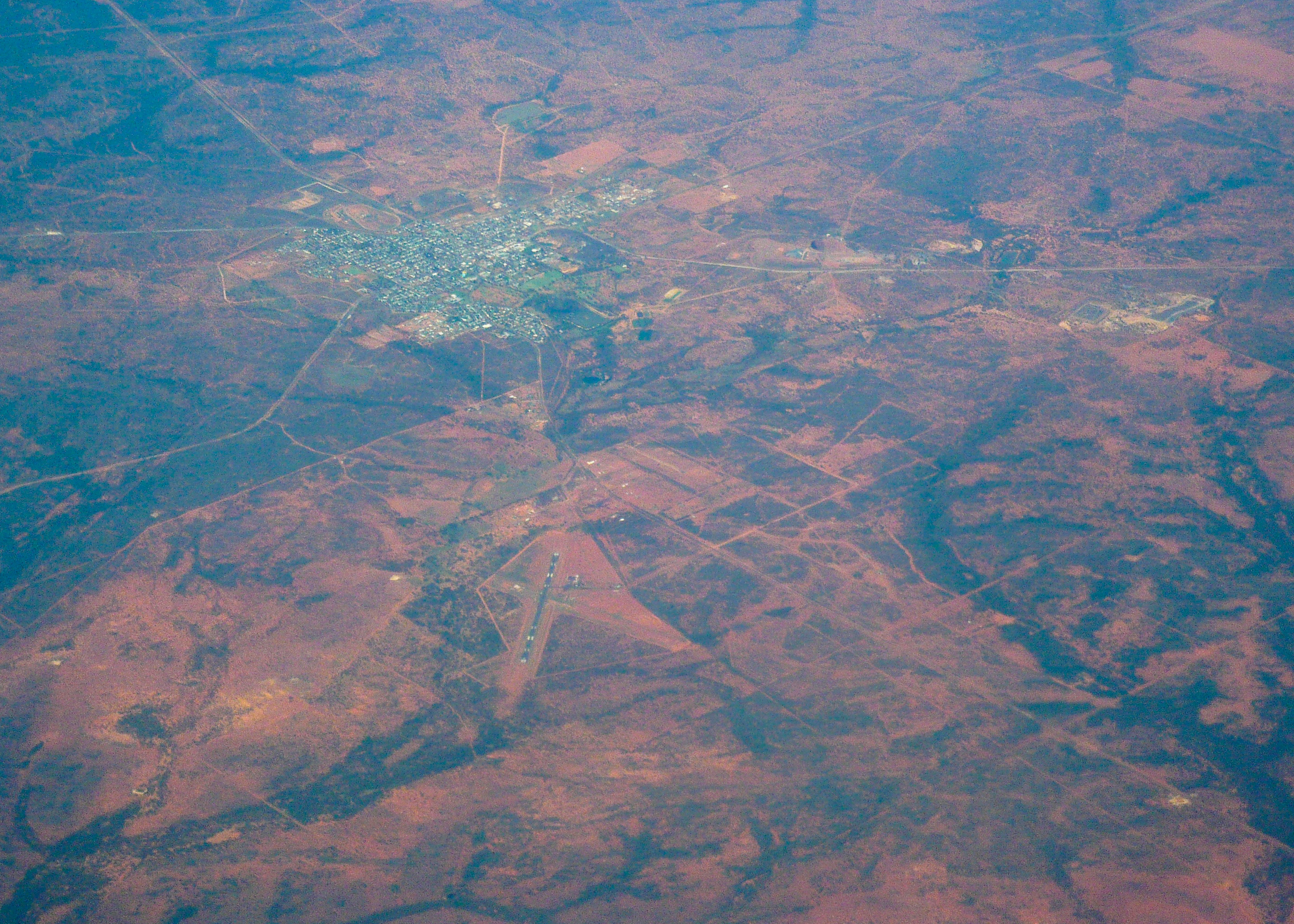
Vue aérienne.
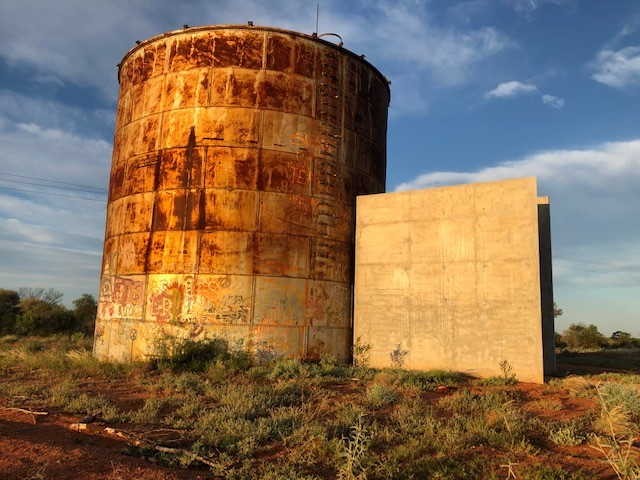
Cobar Sound Chapel